# Hoyershausen
Hoyershausen è una frazione del comune tedesco di Duingen, in Bassa Sassonia.
Il 1º marzo 1974 al territorio comunale di Hoyershausen fu unito quello dei soppressi comuni di Lübbrechtsen e Rott.
Hoyershausen costituì un comune autonomo fino al 1º novembre 2016.